# Hiromi Endo
Hiromi Endo –en japonés, 遠藤 宏美, Endo Hiromi– (22 de febrero de 1993) es una deportista japonesa que compitió en judo. Ganó dos medallas de oro en el Campeonato Asiático de Judo en los años 2011 y 2013.

## Palmarés internacional
| Campeonato Asiático | Campeonato Asiático | Campeonato Asiático | Campeonato Asiático |
| Año                 | Lugar               | Medalla             | Categoría           |
| ------------------- | ------------------- | ------------------- | ------------------- |
| 2011                | Abu Dabi (EAU)      | Medalla de oro      | –48 kg              |
| 2013                | Bangkok (Tailandia) | Medalla de oro      | –48 kg              |